# Vidar Helgesen
Vidar Helgesen (Bodø, 1968. november 21. –) konzervatív norvég politikus, 2013 óta a Solberg-kormány kancelláriaminisztere.

## Pályafutása
Helgesen az észak-norvégiai Bodøben született, de a vestfoldi Nøtterøyben nőtt föl. 1998-ban jogi diplomát szerzett az Oslói Egyetemen. 1998-tól 2001-ig Genfben dolgozott a Nemzetközi Vöröskereszt tanácsadójaként. 2001-től 2005-ig Kjell Magne Bondevik kormányában volt külügyminisztériumi államtitkár. 2006-tól 2013-ig Stockholmban dolgozott a Nemzetközi Intézet a Demokráciáért és a Választási Segítségnyújtásért (angol nevén International Institute for Democracy and Electoral Assistance, rövidítve International IDEA) nevű nemzetközi szervezet főtitkáraként. 2013 óta Erna Solberg kormányában a miniszterelnöki hivatalt vezeti, miniszteri rangban.